# 赤絳仁波切
克傑墀江仁波切（藏語：སྐྱབས་རྗེ་ཁྲི་བྱང་རིན་པོ་ཆེ，威利转写：skyabs rje khri byang rin po che），又稱赤絳仁波切、也譯為赤江仁波切、崔獎仁波切，俗稱赤江活佛，藏傳佛教中格魯派的祖古傳承。

## 傳承
第三世：洛桑益西·丹增嘉措仁波切（Lobsang Yeshe Tenzin Gyatso，1901年-1981年）
第四世：赤絳·丘楚仁波切（Trijang Chocktrul Rinpoche，1982年-），現居於美國。

## 外部連結
- 赤絳仁波切 （页面存档备份，存于）